# Himmelsrichtung
| Nordwest | Norden  | Nordost |
| Westen   | Kompass | Osten   |
| Südwest  | Süden   | Südost  |

Die Himmelsrichtung beschreibt die Richtung von einem Bezugspunkt (z. B. Standort) zu einem anderen Punkt auf der Erdoberfläche. Die vier Haupthimmelsrichtungen (auch Kardinalpunkte) sind die Grundrichtungen Norden, Osten, Süden, Westen. Dazu kommen die vier Nebenhimmelsrichtungen Nordost, Südost, Südwest und Nordwest. Himmelsrichtungen werden mit Windrosen dargestellt, wie in der nebenstehenden Grafik zu sehen.
Himmelsrichtungen beziehen sich auf den jeweiligen Horizont und die Lage der Erdachse, die Haupthimmelsrichtungen definieren die Richtung der geografischen Koordinaten, der Längenkreise (Meridiane), die sich in den Punkten Nord- und Südpol treffen und der Breitenkreise, die parallel zur Erdrotation ost-westlich laufen. In bestimmten Kulturen, z. B. indianischen oder buddhistischen, wird dieses Konzept erweitert auf sechs Himmelsrichtungen durch die Aufnahme von Zenit (oben/himmelwärts) und Nadir (unten/erdwärts).

## Die vier Haupthimmelsrichtungen
Die vier Himmelsrichtungen werden mit N (Nord), O (Ost) oder E (englisch East), S (Süd) und W (West) abgekürzt. Sie dienen der Orientierung mit der Sonne (siehe Sonnenlauf), dem Kompass oder der astronomischen Azimutmessung sowie der Angabe von Richtungen auf der Erdoberfläche, von Kursen oder von Windrichtungen. Als Grundrichtungen bilden sie auch den Raster in Landkarten.
Norden
Norden ist, wenn nicht anders verzeichnet, auf abendländischen Land- und Seekarten seit mehreren Jahrhunderten stets oben (manche Landesvermessungen orientierten bis etwa 1920 nach Süden). Diese Festlegung richtet sich nach der Erdrotation; die Erdachse zeigt an ihrem einen Ende nach Norden. Norden oder genauer rechtweisend Nord (rwN), Kartennord oder geografisch Nord ist die Richtung zum geografischen Nordpol. Das Ausrichten einer Karte, eines Planes oder eines Luftbildes im Gelände entsprechend den Himmelsrichtungen bezeichnet man als Einnorden.
In der Navigation werden weitere Nord-Richtungen verwendet, dazu gehören Magnetkompassnord (MgN) oder engl. magnetic north (MN) und missweisend Nord (mwN), die sich am Magnetfeld orientieren, sowie Gitternord (GiN) bzw. grid north (GN) als Bezugsrichtung der in der Geodäsie verwendeten Koordinatensysteme (Gauß-Krüger, UTM, UPS).
Süden
Süden ist die Gegenrichtung zu Norden. Auf der Nordhalbkugel der Erde ist sie die Richtung des höchsten Sonnenstandes zu Mittag. Mittelalterliche arabische Weltkarten waren nach Süden ausgerichtet.
Osten
Osten ist die Drehrichtung der Erde um ihre Achse, von uns als Richtung des Sonnenaufgangs wahrgenommen (relativ genau nur zu den Äquinoktien). Mittelalterliche christliche Weltkarten (Mappae mundi) waren nach Osten in Richtung von Jerusalem und des Standorts des Paradieses ausgerichtet.
Westen
Westen ist die Richtung des Sonnenuntergangs (genau nur zu den Äquinoktien). Historische japanische Stadtpläne waren nach Westen ausgerichtet.

## Andere Bezeichnungen

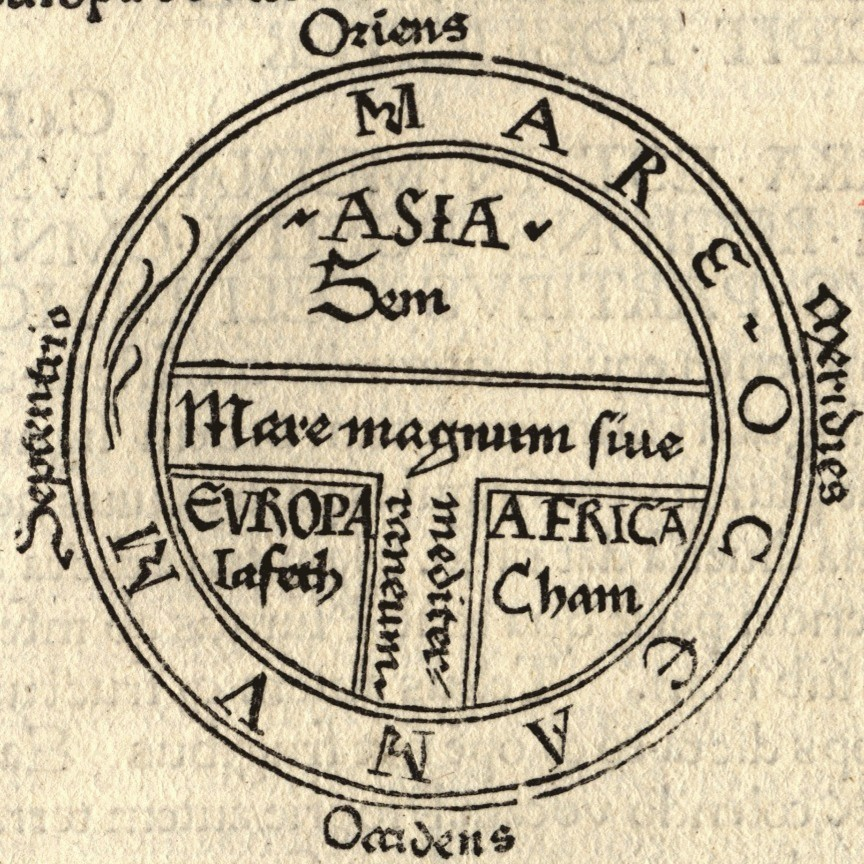
T-O-Karte im Erstdruck der Etymologiae des Isidor von Sevilla (1472). Die Himmelsrichtungen sind lateinisch mit Oriens, Meridies usw. bezeichnet (Osten ist oben).

In der Astronomie spricht man statt Nord und Süd auch vom Meridian, da der tägliche Höchststand von Sternen auch nördlich des Zenits erfolgen kann (siehe Obere Kulmination). Die vertikale Ost-West-Linie über den Zenit wird hingegen als Erster Vertikal bezeichnet.
Zu den Bezeichnungen im antiken Griechenland siehe Windrosen in der Antike und im Mittelalter#Griechische Antike.
Im Römischen Reich und in den gelehrten Schriften des Mittelalters wurden die Himmelsrichtungen in lateinischer Sprache bezeichnet:
- oriens (OR) = Aufgang = Osten (vgl. Orient)
- meridies (ME) = Mittag = Süden
- occidens (OC) = Untergang = Westen (vgl. Okzident)
- septentrio (SE) = das Sternbild Großer Bär = Norden

Auf mittelalterlichen deutschen Darstellungen werden die Himmelsrichtungen auch nach dem
Stand der Sonne wie folgt benannt:
- Anfang für Ost
- Mittag für Süd
- Untergang für West
- Mittnacht für Nord

## Die vier Nebenhimmelsrichtungen
Für genauere Richtungsangaben dienen die Zwischenrichtungen Nordost, Südost, Südwest und Nordwest. Sie stehen wie die vier Haupthimmelsrichtungen rechtwinklig zueinander und sind deren Winkelhalbierende. Zusammen mit ihnen teilen sie die Kompass- bzw. Windrose in Achtel zu je 45 Grad und werden in dieser Form in der Tradition des Winkelmaßes seit der Antike verwendet.
In der estnischen und der finnischen Sprache haben die Nebenhimmelsrichtungen eigenständige Namen:
- Nordost – estnisch kirre; finnisch koillinen
- Südost – estnisch kagu; finnisch kaakko
- Südwest – estnisch edel; finnisch lounas
- Nordwest – estnisch loe; finnisch luode

## Weitere Unterteilungen

### Traditionelle Teilung der Windrose

Windrose mit 32-Strich-Teilung

Die Windrose wird traditionell in 32 gleich große Winkel zu je 11,25 Grad unterteilt, die auch als nautischer Strich bezeichnet werden. Feiner unterteilte Kompassrosen haben noch benannte Markierungen bei halben Strichen.

### Systematik der Benennung

Die Himmelsrichtungen (32er-Teilung, mit Gradskala genordet)

Osten wird in der Navigation mit E (für englisch East) abgekürzt, um eine Verwechslung von O (Osten) mit 0 (Null) sowie mit der französischen Abkürzung O für Ouest (Westen) zu vermeiden. 
- Viertel haben ihre eigene Bezeichnung (N, O oder E, S, W)
- Achtel werden aus den Namen der Viertel zusammengesetzt, wobei Nord und Süd vor West und Ost (O oder E) stehen: Nordwest, Nordost, Südost, Südwest – abgekürzt NW, NO oder NE, SO oder SE, SW.
- Sechzehntel setzen sich aus den Namen der Viertel und des jeweils benachbarten Achtels zusammen (in dieser Reihenfolge). Beispiele: WSW = Westsüdwest, SSW = Südsüdwest.
- Zweiunddreißigstel werden gebildet, indem man dem jeweiligen angrenzenden Viertel oder Achtel mit einem „zu“ den in der entsprechenden Richtung liegenden nächsten Viertel-Namen anhängt. Beispiele: WzS = West zu Süd, SWzW = Südwest zu West.
- Halbe Striche werden aus dem Namen des ganzen Strichs (gerade Striche) und einem „ein halb“ mit dem jeweiligen Viertel-Namen gebildet. Zum Beispiel: Nord ein halb Ost (N 1/2 E = 5,625 Grad) oder SüdOst ein halb Ost (SE 1/2 E) = 129,375 Grad).
- Viertel-Striche werden analog aus dem Namen des ganzen Strichs (gerade Striche) und einem „ein Viertel“ oder „drei Viertel“ mit dem jeweiligen Viertel-Namen gebildet.

### Feinere Unterteilung
In vielen Fachgebieten – unter anderem in der Astronomie, Geodäsie, Kartografie und Navigation in der See- und Luftfahrt  – ist eine noch feinere Unterteilung der Himmelsrichtungen notwendig. Seit längerer Zeit zieht man daher die Angabe von Gradzahlen vor. Der volle Umfang der Windrose wird in 360° im Uhrzeigersinn unterteilt und beginnt mit Norden:
| 0° = N | → | 90° = O (oder E) | → | 180° = S | → | 270° = W |

Beim Militär und speziellen Vermessungen sind auch sogenannte Strichteilungen in Verwendung (360° = 64-0-0 Strich, im englischen Sprachraum auch 6400 mil). Letztere hat unter anderem den Vorteil, dass der Tangens von 1 mil annähernd 1/1000 ist, sich solche Winkelangaben bei bekannter Entfernung also leicht in Strecken umrechnen lassen. In den Staaten des Warschauer Paktes war eine Teilung in 6000 Strich bzw. 60 Marschkompasszahlen üblich. Dabei entsprechen 100 Strich einem Winkel von 6°. Diese Teilung ist z. B. auf in der DDR hergestellten Kompanden zu finden.
Im Vermessungswesen erfolgt die Teilung eines Vollkreises in 400 Gon, auch Neugrad genannt. Im Artilleriewesen erfolgt die Unterteilung in 6400 Artillerie-Strich, geschrieben 6400¯, oder in der Schweiz in Artilleriepromille (A‰). Diese Angaben werden immer noch zur Orientierung benutzt.

## Bestimmung des Südens anhand der Sonne und einer Analoguhr
Ein früher auch bei der Bundeswehr gelehrtes Verfahren zur Bestimmung der Südrichtung mit Hilfe einer Analoguhr mit Zwölfstundenskala kann stark fehlerbehaftet sein. Demnach liegt angeblich, wenn man den Stundenzeiger zur Sonne – oder zum Horizontpunkt unter der Sonne – ausrichtet, Süden auf der Winkelhalbierenden zwischen der 12-Uhr-Marke und dem Stundenzeiger, in der Sommerzeit auf der Winkelhalbierenden zwischen der 1-Uhr-Markierung und dem Stundenzeiger. Tatsächlich kommen in Deutschland je nach Tages- und Jahreszeit dabei Richtungsfehler in der Größenordnung von bis zu 45° zustande.
Bei einer Uhr mit – rarem – 24-h-Ziffernblatt entfällt das Winkelhalbieren. Zeigt der Zeiger (bei Winterzeit) zum Fußpunkt der Sonne, weist der 12-Uhr-Strich nach Süden.
Die Abweichungen rühren her von folgenden Effekten:
- ±7,5° – von der geografischen Lage innerhalb einer idealen 15 Grad breiten Zeitzone zwischen Meridianen, vgl. Ortszeit
- bei einer Lage in einer eventuellen Ausbuchtung des Zeitzonenstreifens über die entsprechenden Meridiangrenzen entsprechend mehr
- optische Täuschung
  - beim ungenau bleibenden Versuch das Ziffernblatt parallel zur scheinbaren Sonnenbahn auszurichten oder
  - beim horizontalen Halten des Ziffernblatts durch Parallaxenfehler („Fußpunkt der Sonne“)
- Vor- oder Nacheilen der Sonne im Jahreslauf wegen der Exzentrizität (elliptisch, nicht kreisförmig) der Erdbahn, also der scheinbaren Sonnenbahn
- ungenaues Visieren über das kleine Ziffernblatt zur Sonne bzw. nach Süden
- atmosphärische Lichtbrechung bei (scheinbar) knapp über dem Horizont stehender Sonne (und steiler Sonnenbahn).

Gering sind die Fehler bei MEZ nächst dem 15°-Meridian, zeitlich nahe Mittags, im Jahreslauf nahe den Äquinoktien, wenn der Sonnenhöchststand des Tages niedriger als 45° liegt, was bei einer geografischen Breite von ≥ 45° im Winterhalbjahr zutrifft.
Nachts kann – mit Korrekturen für die Mondphase – analog der Mond auf seiner Bahn genutzt werden. Nur genau bei Vollmond ist er recht genau um Mitternacht im Süden.

## Merksätze
Die Anfangsbuchstaben jedes Wortes sind die Himmelsrichtungen im Uhrzeigersinn.
- Nie Ohne Seife Waschen
- Nicht Ohne Stiefel Wandern
- Neun Ochsen Saufen Wasser
- Nur Onkels Säubern Wände

„rechtsdrehend“ oder
„im Uhrzeigersinn“

- Man schaut nach Norden und schreibt dann das Wort wo?, um zu wissen, wo Westen und Osten sind. Süden ist dann in der „übrig gebliebenen“ Richtung.
- „Geht die Sonne auf im Westen, musst du deinen Kompass testen.“ Die Sonne geht also im Osten auf.
- „Im Osten geht die Sonne auf – im Süden ist ihr Mittagslauf – im Westen wird sie untergeh’n – im Norden ist sie nie zu seh’n“ (gilt nur für die nördliche Hemisphäre zwischen dem nördlichen Wendekreis und dem nördlichen Polarkreis).
- Für die griechisch/römischen Horen gab es das Merkwort ADAM: Anatole, Dysis, Arktus, Mesembria (O–W–N–S), die vier ‚Weltgegenden‘ – dieses Akronym spielt mit Bezug auf Adam auch noch in der frühchristlichen Kreuzsymbolik eine Rolle (Missionsgedanke), und findet sich so als Beschriftung der vier Balken.

## China und andere asiatische Nationen

Innerer Kreis: die Erdzweige
Äußerer Kreis: die 24 Himmelsrichtungen
Die Karte ist „gesüdet“, d. h. oben ist der Süden (rot), unten der Norden (schwarz), rechts der Westen (weiß), links der Osten (grün). Das (Welt-)Zentrum (gelb) liegt in Kartenmitte

Laut dem in der Antike verfassten „Buch des Gelben Kaisers“ (黄帝内经) zeigen die Hauptfarben Grün, Weiß, Rot, Schwarz und Gelb die Himmelsrichtungen Ost, West, Süd, Nord und Mitte an. Das System der farbigen Himmelsrichtungen übernahmen auch nicht-chinesische Völker. 
Entsprechend reichen wahrscheinlich auf die Perser die Bezeichnungen „Schwarzes Meer“ (im Sinne von „nördlich gelegenes Meer“ bzw. „Nordmeer“) und „Rotes Meer“ („Südmeer“) zurück. Den Tataren hingegen verdanken wohl u. a. „Weißrussland“ (Belarus), Rotrussland und Schwarzrussland ihre Namen, aber auch die „Goldene Horde“ der Mongolen.
Von chinesischen Seefahrern und Astronomen wurden statt der vier Haupthimmelsrichtungen die zwölf Himmelsrichtungen der Erdzweige bevorzugt. Entgegen den acht Himmelsrichtungen europäischer Prägung haben diese anstatt einer 45°- eine 30°-Einteilung. Für Seefahrer reichten diese zwölf Himmelsrichtungen jedoch nicht aus, weshalb man ihre Zahl verdoppelte und somit eine Staffelung in 15°-Abständen erreichte. Dabei wurden für die Himmelsrichtungen zwischen den Erdkreisen neue Bezeichnungen mit unterschiedlichem Ursprung eingeführt. Erfahrene Seefahrer wie Zhèng Hé benutzten sogar einen 48-gliedrigen Kompass.